# Spanien i olympiska vinterspelen 2010
Spanien deltog med 18 deltagare vid de olympiska vinterspelen 2010 i Vancouver. Ingen av landets deltagare erövrade någon medalj.

## Alpin skidåkning
- Carolina Ruiz Castillo
- Paul de la Cuesta
- Andrea Jardi
- María José Rienda
- Ferran Terra